# James West (huấn luyện viên bóng đá)
James West là thư ký toàn thời gian thứ hai và là một Huấn luyện viên bóng đá chính thức của câu lạc bộ Newton Heath, tiền thân của câu lạc bộ Manchester United; thuật ngữ "nhà quản lí bóng đá" không được sử dụng phổ biến tại câu lạc bộ cho đến khi Jack Robson chuyển đến vào năm 1914.)

## Sự nghiệp
West chứng kiến câu lạc bộ Newton Heath gần như sụp đổ nguồn tài chính và gần như phá sản. Sau đó, ông góp mặt trên băng ghế huấn luyện khi câu lạc bộ đổi tên thành Manchester United vào ngày 28 tháng 4 năm 1902.